# Bebe Daniels
Bebe Daniels, nome d'arte di Phyllis Virginia Daniels (Dallas, 14 gennaio 1901 – Londra, 16 marzo 1971), è stata un'attrice, cantante, ballerina e produttrice cinematografica statunitense.
Iniziata la sua carriera a Hollywood durante l'epoca del cinema muto come attrice bambina, ne divenne quindi una delle interpreti più richieste, con oltre 200 film all'attivo. Sposatasi con l'attore Ben Lyon, la coppia conobbe in Inghilterra uno straordinario successo alla radio e televisione britanniche negli anni quaranta e cinquanta. 

## Biografia

### La prima parte della carriera
Suo padre gestiva un teatro mentre la madre era un'attrice. La famiglia si trasferì da Dallas a Los Angeles quando era ancora bambina; la Daniels iniziò a recitare a quattro anni nel primo allestimento di The Squaw Man di Edwin Milton Royle. Nello stesso anno prese parte a un tour teatrale in cui si rappresentava il Riccardo III di William Shakespeare. L'anno seguente prese invece parte a delle produzioni di Morosooa e David Belasco.
All'età di nove anni ottenne il suo primo ruolo cinematografico da protagonista interpretando la giovanissime eroina di A Common Enemy. Interpretò anche il ruolo di Dorothy Gale nel cortometraggio The Wonderful Wizard of Oz, prima versione filmica giunta fino a noi della celebre favola di Frank Baum. A quattordici anni recitò al fianco di Harold Lloyd nella serie di comiche di due rulli di Lonesome Luke, iniziando con Giving Them Fits (1915). Tra i due finì per nascere una romantica e pubblica storia sentimentale e diventarono celebri con i soprannomi di "The Boy" e "The Girl" (It. Il Ragazzo e La Ragazza).
Nel 1919 iniziò a interpretare anche ruoli drammatici e accettò un contratto offertole da Cecil B. DeMille che le fece interpretare alcune parti di secondo piano in Maschio e femmina (1919), Perché cambiate moglie? (1920) e Fragilità, sei femmina! (1921).

### Seconda parte della carriera
Negli anni venti la Daniels fu messa sotto contratto dalla Paramount Pictures. Diventò un'autentica stella tra il 1922 e il 1924 interpretando, tra le altre, le pellicole Monsieur Beaucaire (1924), al fianco di Rodolfo Valentino. Recitò quindi in una lunga serie di film leggeri e popolari, come Miss Bluebeard (1925), The Manicure Girl (1925) e Wild Wild Susan (1925). Con l'avvento del sonoro la Paramount non le rinnovò il contratto, ritenendo che nel cinema parlato solo attori con una solida esperienza teatrale avrebbero potuto riscuotere successo. La Daniels venne così ingaggiata dalla Radio Pictures (in seguito nota come RKO Pictures) per interpretare una delle sue più grosse produzioni dell'anno. Prese anche parte al film sonoro Rio Rita (1929), che si rivelò un grandissimo successo. La casa discografica RCA Victor la ingaggiò così per incidere un buon numero di brani del suo catalogo.

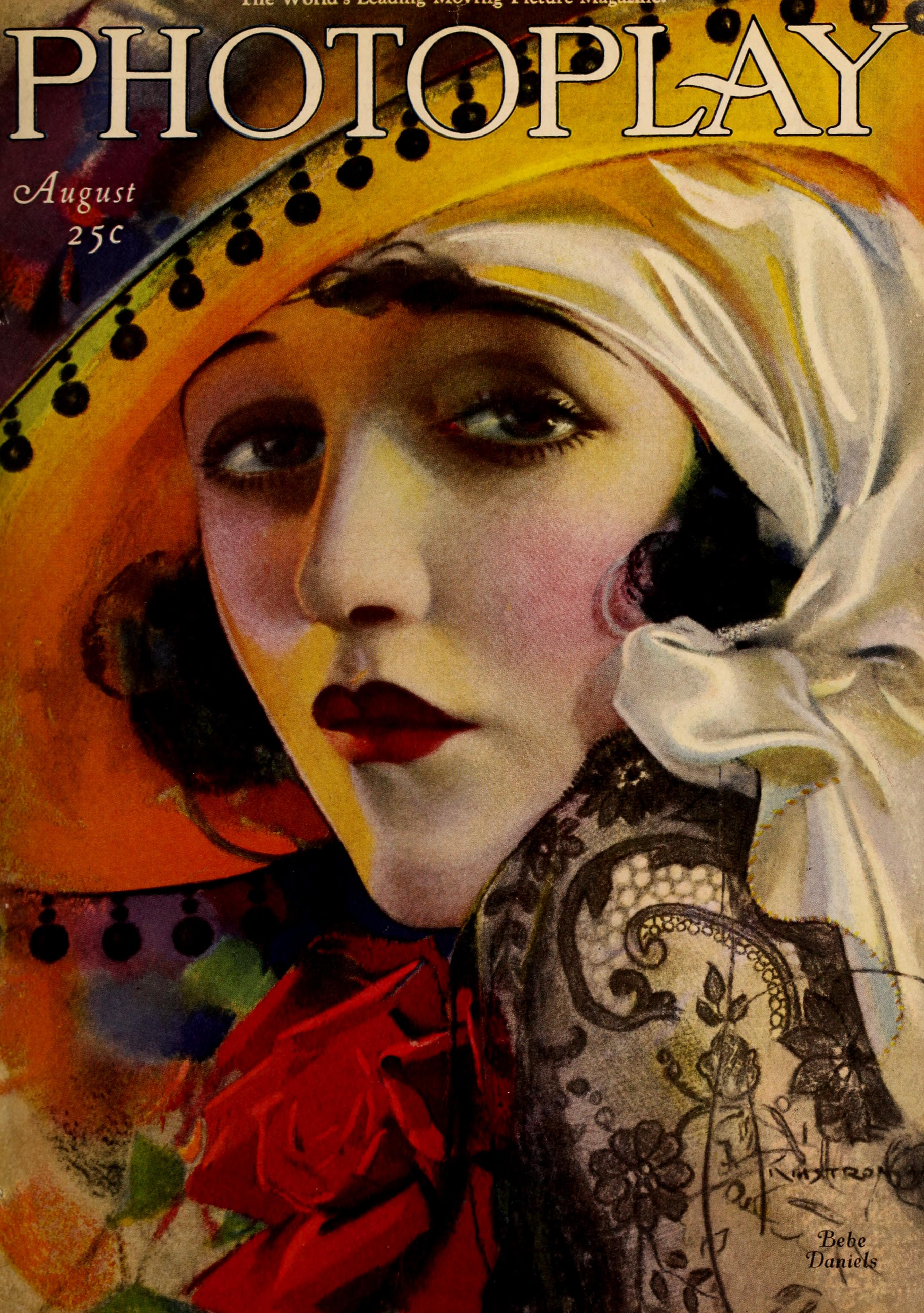
Copertina della rivista Photoplay dell'agosto 1921 dedicata a Bebe Daniels.

Per conto della Radio Pictures interpretò diversi film musicali, tra cui Dixiana  e Ecco l'amore! (1930). Prese inoltre parte alla commedia musicale Mi sposo... e torno! (1930); a quell'epoca però i musical erano passati di moda e per questo motivo molti dei numeri musicali della pellicola furono rimossi prima della sua uscita nelle sale. Dal momento che la figura della Daniels era ormai associata a quel tipo di spettacoli, la Radio Pictures decise di non rinnovarle il contratto. Fu la Warner Brothers ad intuire che Bebe Daniels sarebbe potuta essere ancora una carta vincente al botteghino e le offrì un contratto. Negli anni trascorsi alla Warner interpretò film come L'eterna vicenda (1931), L'artiglio rosa (1931) e The Maltese Falcon (1931) che fu uno dei più grandi successi dell'anno e ottenne entusiastiche recensioni. Il suo ultimo film per la Warner Brothers fu Registered Nurse (1934).
Si ritirò da Hollywood nel 1935 e si trasferì quindi a Londra insieme al marito, l'attore Ben Lyon, che aveva sposato nel 1930. Pochi anni dopo interpretò la protagonista dell'allestimento londinese di Panama Hattie, un musical di Ethel Merman. Lei e il marito diventarono quindi conduttori radiofonici per la BBC. In particolare, condussero e scrissero la trasmissione Hi Gang, che andò in onda per decenni e fu estremamente popolare durante la seconda guerra mondiale. Continuarono ad andare in onda anche durante il durissimo periodo dei bombardamenti nazisti sull'Inghilterra.
Dopo la guerra, alla Daniels venne assegnata dal presidente Harry S. Truman la Medaglia presidenziale della libertà per il servizio reso durante il conflitto. Nel 1945 rientrò a Hollywood per un breve periodo per lavorare come produttrice cinematografica per conto di Hal Roach e della Eagle Lion. Nel 1948 tornò in Inghilterra, dove rimase per il resto della vita. Lei, il marito e i figli Richard e Barbara interpretarono la sitcom radiofonica Life With The Lyons, andata in onda dal 1951 al 1961, che venne proposta in seguito anche in versione televisiva.

### La morte
Bebe Daniels morì a settant'anni a Londra il 16 marzo 1971, colpita da un'emorragia cerebrale. I suoi resti vennero cremati e le ceneri riportate negli Stati Uniti e sepolte nella Cappella del colombario dell'Hollywood Forever Cemetery di Hollywood.

## Riconoscimenti
- Per il grande contributo da lei dato allo sviluppo dell'industria cinematografica le è stata dedicata una stella sulla Hollywood Walk of Fame al 1716 di Vine Street.
- Young Hollywood Hall of Fame (1908-1919)

## Filmografia parziale

### 1910
- The Courtship of Miles Standish, regia di Otis Turner – cortometraggio (1910)
- Il mago di Oz (The Wonderful Wizard of Oz), regia di Otis Turner – cortometraggio (1910)
- The Common Enemy, regia di Otis Turner – cortometraggio (1910)
- Justinian and Theodora, regia di Otis Turner – cortometraggio (1910)

### 1911
- A Counterfeit Santa Claus, regia di Otis Turner – cortometraggio (1911)

### 1913
- The Savage, regia di James Young Deer (1913)

### 1914
- Anne of the Golden Heart, regia di Ulysses Davis (1914)

### 1915
- Fresh from the Farm, regia di Hal Roach (1915)
- Giving Them Fits, regia di Hal Roach (1915)
- Bughouse Bellhops, regia di Hal Roach (1915)
- Tinkering with Trouble, regia di Hal Roach (1915)
- Great While It Lasted, regia di Hal Roach (1915)
- Ragtime Snap Shots, regia di Hal Roach (1915)
- A Foozle at the Tee Party, regia di Hal Roach (1915)
- Ruses, Rhymes and Roughnecks, regia di Hal Roach (1915)
- Peculiar Patients' Pranks, regia di Hal Roach (1915)
- Lonesome Luke, Social Gangster, regia di J. Farrell MacDonald e Hal Roach (1915)

### 1916
- Lonesome Luke Leans to the Literary, regia di Hal Roach (1916)
- Luke Lugs Luggage, regia di Hal Roach (1916)
- Lonesome Luke Lolls in Luxury, regia di Hal Roach (1916)
- Luke, the Candy Cut-Up, regia di Hal Roach (1916)
- Luke Foils the Villain, regia di Hal Roach (1916)
- Luke and the Rural Roughnecks, regia di Hal Roach (1916)
- Luke Pipes the Pippins, regia di Hal Roach (1916)
- Lonesome Luke, Circus King, regia di Hal Roach (1916)
- Luke's Double, regia di Hal Roach (1916)
- Them Was the Happy Days!, regia di Hal Roach (1916)
- Luke and the Bomb Throwers, regia di Hal Roach (1916)
- Luke's Late Lunchers, regia di Hal Roach (1916)
- Luke Laughs Last, regia di Hal Roach (1916)
- Luke's Fatal Flivver, regia di Hal Roach (1916)
- Luke's Society Mixup, regia di Hal Roach (1916)
- Luke's Washful Waiting, regia di Hal Roach (1916)
- Luke Rides Roughshod, regia di Hal Roach (1916)
- Luke, Crystal Gazer, regia di Hal Roach (1916)
- Luke's Lost Lamb, regia di Hal Roach (1916)
- Luke Does the Midway, regia di Hal Roach (1916)
- Luke Joins the Navy, regia di Hal Roach (1916)
- Luke and the Mermaids, regia di Hal Roach (1916)
- Luke's Speedy Club Life, regia di Hal Roach (1916)
- Luke and the Bang-Tails, anche conosciuto col titolo Luke and the Bangtails, regia di Hal Roach (1916)
- Luke, the Chauffeur, regia di Hal Roach (1916)
- Luke's Preparedness Preparations, regia di Hal Roach (1916)
- Luke, the Gladiator, regia di Hal Roach (1916)
- Luke, Patient Provider, regia di Hal Roach (1916)
- Luke's Newsie Knockout, regia di Hal Roach (1916)
- Luke's Movie Muddle, anche conosciuto col titolo The Cinema Director, regia di Hal Roach (1916)
- Luke, Rank Impersonator, regia di Hal Roach (1916)
- Luke's Fireworks Fizzle, regia di Hal Roach (1916)
- Luke Locates the Loot, regia di Hal Roach (1916)
- Luke's Shattered Sleep, regia di Hal Roach (1916)

### 1917
- Luke's Lost Liberty, regia di Hal Roach – cortometraggio (1917)
- Luke's Busy Day, regia di Hal Roach – cortometraggio (1917)
- Drama's Dreadful Deal
- Luke's Trolley Troubles
- Lonesome Luke, Lawyer
- Luke Wins Ye Ladye Faire
- Lonesome Luke's Lively Life
- Lonesome Luke on Tin Can Alley, regia di Hal Roach (1917)
- Lonesome Luke's Honeymoon , regia di Hal Roach (1917)
- Lonesome Luke, Plumber, regia di Hal Roach (1917)
- Stop! Luke! Listen!, regia di Hal Roach (1917)
- Lonesome Luke, Messenger, regia di Hal Roach (1917)
- Lonesome Luke, Mechanic, regia di Hal Roach (1917)
- Lonesome Luke's Wild Women, regia di Hal Roach (1917)
- Over the Fence, regia di Harold Lloyd e J. Farrell MacDonald (1917)
- Lonesome Luke Loses Patients (1917)
- Pinched, regia di Harold Lloyd e Gilbert Pratt
- By the Sad Sea Waves, regia di Alfred J. Goulding (1917)
- Birds of a Feather
- Bliss
- From Laramie to London (1917)
- Rainbow Island
- Love, Laughs and Lather
- The Flirt, regia di Billy Gilbert (1917)
- Clubs Are Trump
- All Aboard
- We Never Sleep
- Move On
- Bashful, regia di Alfred J. Goulding – cortometraggio (1917)
- The Big Idea
- Step Lively
- Lonesome Luke's Lovely Rifle

### 1918
- The Tip
- The Lamb, regia di Harold Lloyd e Gilbert Pratt
- Hello Teacher
- Hit Him Again
- Beat It
- A Gasoline Wedding, regia di Alfred J. Goulding (1918)
- Look Pleasant, Please, regia di Alfred J. Goulding (1918)
- Here Come the Girls, regia di Fred Hibbard
- Let's Go, regia di Alf Goulding (1918)
- On the Jump, regia di Alfred J. Goulding (1918)
- Follow the Crowd
- Pipe the Whiskers, regia di Alfred J. Goulding (1918)
- It's a Wild Life
- Hey There
- Kicked Out
- The Non-Stop Kid
- Two-Gun Gussie
- Fireman Save My Child, regia di Alf Goulding (1918)
- The City Slicker
- Sic 'Em, Towser
- Somewhere in Turkey
- Are Crooks Dishonest?
- An Ozark Romance
- Kicking the Germ Out of Germany
- That's Him
- Bride and Gloom
- Two Scrambled
- Bees in His Bonnet
- Swing Your Partners
- Why Pick on Me?
- Nothing But Trouble
- Hear 'Em Rave
- Take a Chance
- She Loves Me Not (1918)

### 1919
- Wanted - $5,000, regia di Gil Pratt (Gilbert Pratt) – cortometraggio (1919)
- Love's Young Scream, regia di Fred Jefferson (1919)
- Going! Going! Gone!, regia di Gilbert Pratt – cortometraggio (1919)
- Ask Father, regia di, non accreditato, Hal Roach – cortometraggio (1919)
- On the Fire
- I'm on My Way – cortometraggio (1919)
- Look Out Below
- The Dutiful Dub
- Next Aisle Over
- A Sammy in Siberia
- Just Dropped In, regia di Hal Roach – cortometraggio (1919)
- Young Mr. Jazz
- Crack Your Heels
- Ring Up the Curtain
- Si, Senor
- Before Breakfast
- The Marathon
- Back to the Woods, regia di Hal Roach – cortometraggio (1919)
- Pistols for Breakfast
- Swat the Crook
- Off the Trolley
- Spring Fever
- Billy Blazes, Esq.
- Just Neighbors
- At the Old Stage Door
- Never Touched Me
- A Jazzed Honeymoon
- Count Your Change
- Chop Suey & Co.
- Heap Big Chief
- Don't Shove, regia di Alfred J. Goulding – cortometraggio (1919)
- Be My Wife
- The Rajah, regia di Hal Roach
- He Leads, Others Follow, regia di Vincent Bryan e Hal Roach (1919)
- Soft Money, regia di Hal Roach e Vincent Bryan (1919)
- Count the Votes, regia di Hal Roach (1919)
- Pay Your Dues, regia di Vincent Bryan e Hal Roach (1919)
- His Only Father, regia di Hal Roach e Frank Terry (1919)
- Bumping Into Broadway
- Maschio e femmina (Male and Female), regia di Cecil B. DeMille (1919)
- Captain Kidd's Kids
- Everywoman, regia di George Melford (1919)

### 1920
- Perché cambiate moglie? (Why Change Your Wife?), regia di Cecil B. DeMille (1920)
- The Dancin' Fool, regia di Sam Wood (1920)
- Sick Abed, regia di Sam Wood (1920)
- The Fourteenth Man, regia di Joseph Henabery (1920)
- You Never Can Tell, regia di Chester M. Franklin (1920)
- Oh, Lady, Lady, regia di Maurice Campbell (1920)
- She Couldn't Help It, regia di Maurice Campbell (1920)

### 1921
- Ducks and Drakes, regia di Maurice Campbell (1921)
- Two Weeks with Pay, regia di Maurice Campbell (1921)
- The March Hare, regia di Maurice Campbell (1921)
- One Wild Week, regia di Maurice Campbell (1921)
- Fragilità, sei femmina! (The Affairs of Anatol), regia di Cecil B. DeMille (1921)
- The Speed Girl, regia di Maurice Campbell (1921)

### 1922
- Nancy from Nowhere, regia di Chester M. Franklin (1922)
- A Game Chicken, regia di Chester M. Franklin (1922)
- North of the Rio Grande, regia di Rollin S. Sturgeon (1922)
- Nice People, regia di William C. de Mille (1922)
- Il demone scintillante (Pink Gods), regia di Penrhyn Stanlaws (1922)
- Singed Wings, regia di Penrhyn Stanlaws (1922)

### 1923
- Gli applausi del mondo (The World's Applause), regia di William C. de Mille (1923)
- The Glimpses of the Moon, regia di Allan Dwan (1923)
- The Exciters, regia di Maurice Campbell (1923)
- Hollywood, regia di James Cruze (1923)
- Satana (His Children's Children), regia di Sam Wood (1923)

### 1924
- The Heritage of the Desert, regia di Irvin Willat (1924)
- Daring Youth, regia di William Beaudine (1924)
- Unguarded Women, regia di Alan Crosland (1924)
- Monsieur Beaucaire, regia di Sidney Olcott (1924)
- Sinners in Heaven, regia di Alan Crosland (1924)
- Dangerous Money, regia di Frank Tuttle (1924)
- Amore argentino (Argentine Love), regia di Allan Dwan (1924)

### 1925
- Miss Bluebeard, regia di Frank Tuttle (1925)
- The Crowded Hour, regia di E. Mason Hopper (1925)
- The Manicure Girl, regia di Frank Tuttle (1925)
- Wild, Wild Susan, regia di A. Edward Sutherland (1925)
- Lovers in Quarantine, regia di Frank Tuttle (1925)
- The Splendid Crime, regia di William C. de Mille (1925)

### 1926
- Miss Brewster's Millions, regia di Clarence G. Badger (1926)
- The Palm Beach Girl, regia di Erle C. Kenton (1926)
- Volcano, regia di William K. Howard (1926)
- The Campus Flirt, regia di Clarence G. Badger (1926)
- Stranded in Paris , regia di Arthur Rosson (1926)

### 1927
- Life in Hollywood No. 7 – cortometraggio (1927)
- Un bacio in taxi, regia di Clarence G. Badger (1927)
- Señorita, regia di Clarence G. Badger (1927)
- La scuola delle sirene (Swim Girl, Swim), regia di Clarence G. Badger (1927)
- She's a Sheik, regia di Clarence G. Badger (1927)

### 1928
- Tastatemi il polso (Feel My Pulse), regia di Gregory La Cava (1928)
- La miniera di bebè (The Fifty-Fifty Girl), regia di Clarence G. Badger (1928)
- La rivincita di Fanny (Hot News), regia di Clarence G. Badger (1928)
- Take Me Home, regia di Marshall Neilan (1928)
- What a Night!

### 1929
- Rio Rita, regia di Luther Reed (1929)

### 1930
- Ecco l'amore! (Love Comes Along), regia di Rupert Julian (1930)
- Francesina (Alias French Gertie), regia di George Archainbaud (1930)
- Dixiana, regia di Luther Reed (1930)
- L'onesta segretaria (Lawful Larceny), regia di Lowell Sherman (1930)
- Mi sposo... e torno! (Reaching for the Moon), regia di Edmund Goulding (1930)

### 1931
- I gioielli rubati (The Stolen Jools), regia di William C. McGann e altri – cortometraggio (1931)
- L'eterna vicenda (My Past), regia di Roy Del Ruth (1931)
- The Maltese Falcon, regia di Roy Del Ruth (1931)
- L'artiglio rosa (Honor of the Family), regia di Lloyd Bacon (1931)

### 1932
- Silver Dollar, regia di Alfred E. Green (1932)

### 1933
- Quarantaduesima strada (42nd Street), regia di Lloyd Bacon (1933)
- L'amore è un'altra cosa (Cocktail Hour), regia di Victor Schertzinger (1933)
- Ritorno alla vita (Counsellor-at-Law), regia di William Wyler (1933)
- The Song You Gave Me, regia di Paul L. Stein (1933)

### 1934/1955
- A Southern Maid, regia di Harry Hughes (1934)
- Registered Nurse, regia di Robert Florey (1934)
- Music Is Magic , regia di George Marshall (1935)
- Treachery on the High Seas, regia di Emil E. Reinert (1936)
- The Return of Carol Deane, regia di Arthur B. Woods (1938)
- Hi Gang!, regia di Marcel Varnel (1941)
- The Lyons in Paris , regia di Val Guest (1955)